# Barb Van Andel-Gaby
Barb Van Andel-Gaby es una mujer de negocios y la presidenta de la Fundación Heritage. De la familia Van Andel,Van Andel-Gaby comparte la mitad de la propiedad de Amway con sus hermanos; la otra mitad está controlada por la familia DeVos.

## Biografía
Van Andel-Gaby es la hija de Jay Van Andel y Betty Jean Hoekstra. Ella tiene tres hermanos; Steve, David y Nan Van Andel. Su padre Jay, cofundador de Amway con Richard DeVos, murió en 2004 y la mitad de Amway se dividió con los hijos, incluida Barb. Esta propiedad le otorgó miles de millones de dólares a ella y a sus hermanos;ella posee una octava parte de la empresa matriz, Alticor.

### Trabajo político
En 1996, ella se convirtió en miembro de la junta directiva de la Fundación Heritage.Para 2023, Van Andel donó más de 1 millón de dólares a la fundación anualmente.
Después de la elección de Joe Biden en los elecciones presidenciales de Estados Unidos de 2020, Van Andel-Gaby dije que  «El tejido de nuestra república está siendo amenazado y los talentosos académicos de Heritage están trabajando más duro que nunca para hacer retroceder a la izquierda progresista en los Estados Unidos.» En los elecciones a la Cámara de Representantes de los Estados Unidos de 2020, Van Andel-Gaby financiado la campaña de Marjorie Taylor Greene, una política que apoyó a QAnon.
En 2021, ella apoyó la elección de Kevin Roberts como presidente de la Fundación Heritage y dijo que «él comparte nuestra creencia de que Heritage debe liderar no sólo a los conservadores, sino también a Estados Unidos, con una visión positiva para el futuro.»Al año siguiente en 2022, Roberts estableció el Proyecto 2025 para el próximo presidente Republicano de los Estados Unidos.

## Vida personal
Van Andel-Gaby y su esposo Richard Gaby viven en Atlanta. En 1998, Van Andel-Gaby comenzó a educar en casa a sus seis hijos.